# Eozostrodon
Eozostrodon — вимерлий ссавцеподібний, Він жив під час ретійського етапу пізнього тріасу. Eozostrodon відомий з розчленованих кісток з Уельсу та Південно-Західної Англії, і, за оцінками, мав довжину голови та тіла менше 10 см, трохи менше, ніж мегазостродон такого ж розміру.
Eozostrodon був описаний на основі двох зубів, виявлених у кар'єрі поблизу Фрома в Сомерсеті, Англія, кожен з яких спочатку був віднесений до окремих видів E. parvus і E. problematicus. Останнє було синонімізовано в 1971 році. Ідентичність і статус Eozostrodon є суперечливим. Кюне вважав Eozostrodon «одним і тим же» з Morganucodon. Дженкінс і Кромптон у 1979 році стверджували, що Morganucodon був суб'єктивним синонімом Eozostrodon, але Клеменс (1979) виступав за розрізнення. Нещодавня публікація знову розрізнила їх, зазначивши, що Eozostrodon відрізняється від M. watsoni відносним розміром і формою премолярних структур.